# 新竹客運新埔站
捷乘客運新埔站，原名新竹客運新埔站是捷乘客運向新竹客運租用設於新竹縣新埔鎮中正路221號的場站，與關西站的分類同為關西地區。
旅客可搭乘各路線前往桃園市楊梅區、龍潭區、平鎮區、中壢區，新竹縣竹北市、關西鎮、湖口鄉、芎林鄉、橫山鄉及新竹市等地。

## 沿革
新竹客運公司新埔站，俗稱「新埔車頭」，原為大正八年「台灣軌道株式會社」（輕便車）紅咸軌道之新埔站（紅毛港至咸菜甕、竹北至關西），當時稱「新埔出張所」。
民國四十四年，改稱新竹客運為「總站」，其他各營業所稱「站」。民國六十六年，將新埔站後宿舍拆除，闢為停車場。民國六十六年，改隸關西總站。民國八十一年七月，中正路拓寬，車站亭子腳（前廊拆除）。

## 月台

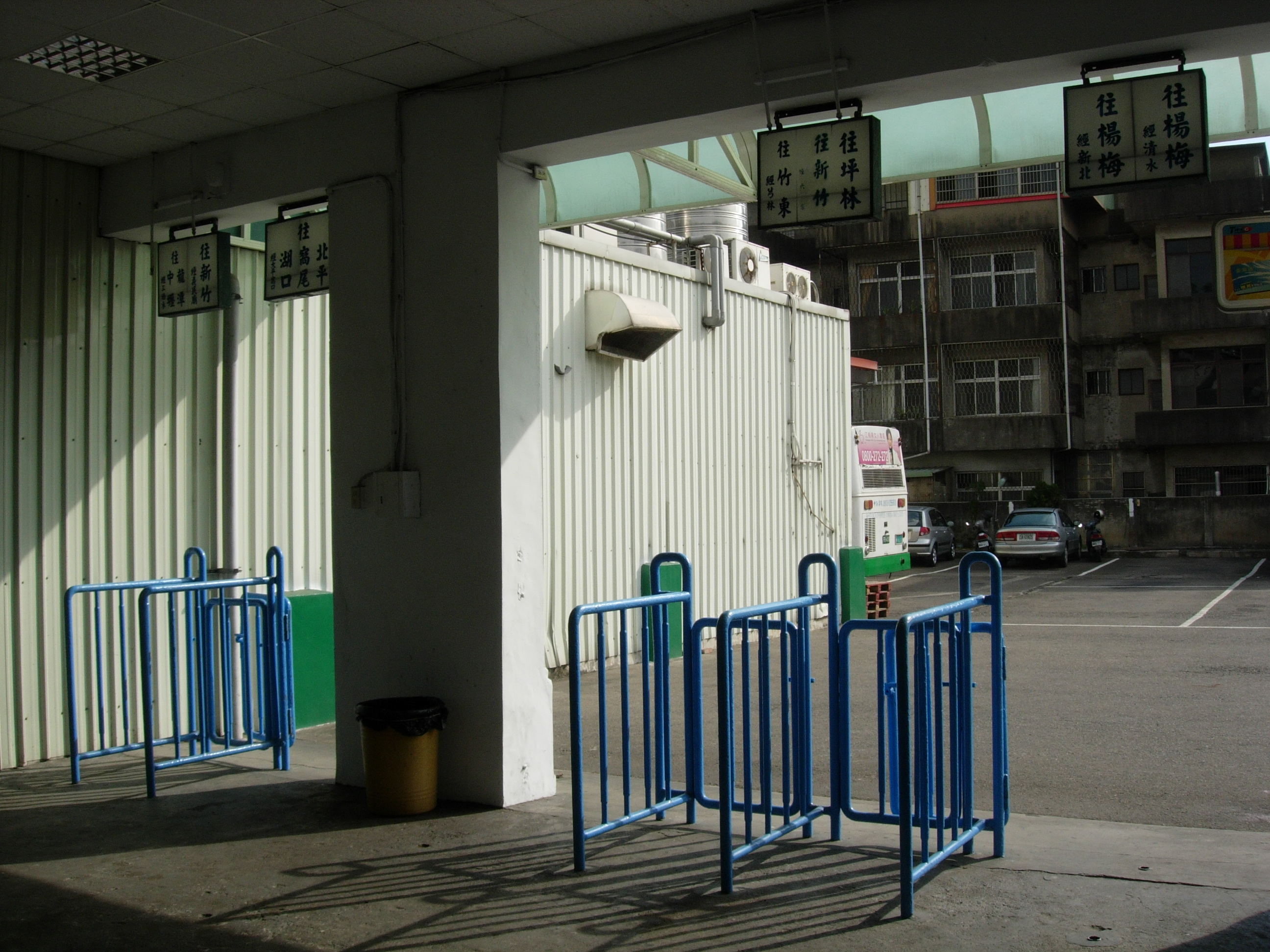
新埔站月台1

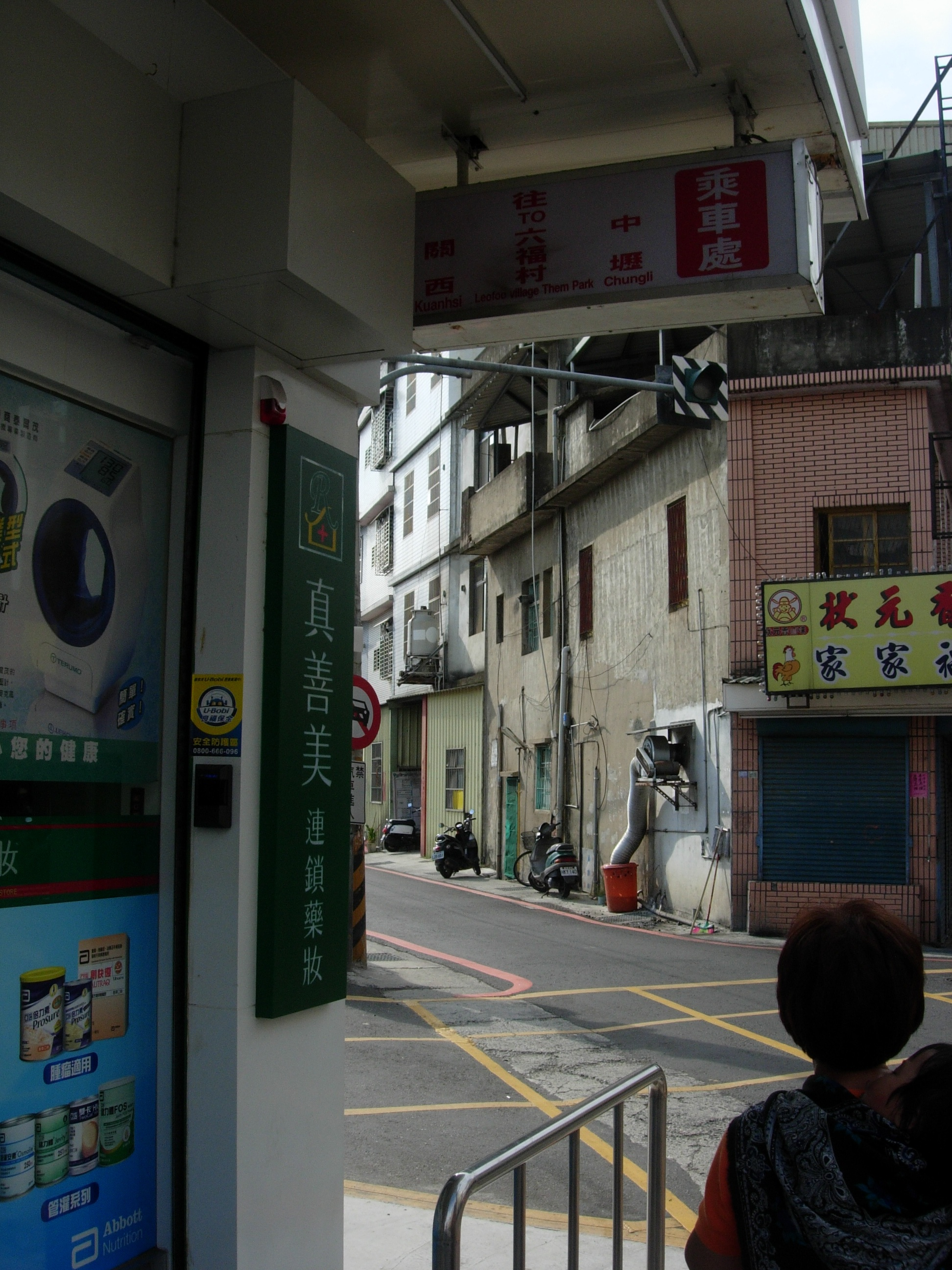
新埔站月台2

站體部分出租作為店家使用，因此新埔站站內月台現有四個指示牌，中正路上有一個月台，各指示牌分別如下：
- 站內月台
  - 往楊梅經新北｜往楊梅經清水
  - 往竹東經芎林｜往新竹 往坪林經六家
  - 往北平　窩尾　湖口經太平窩口
  - 往中壢　龍潭經三洽水｜往新竹經義民廟

- 中正路月台
  - 往關西　六福村　中壢

## 行駛路線

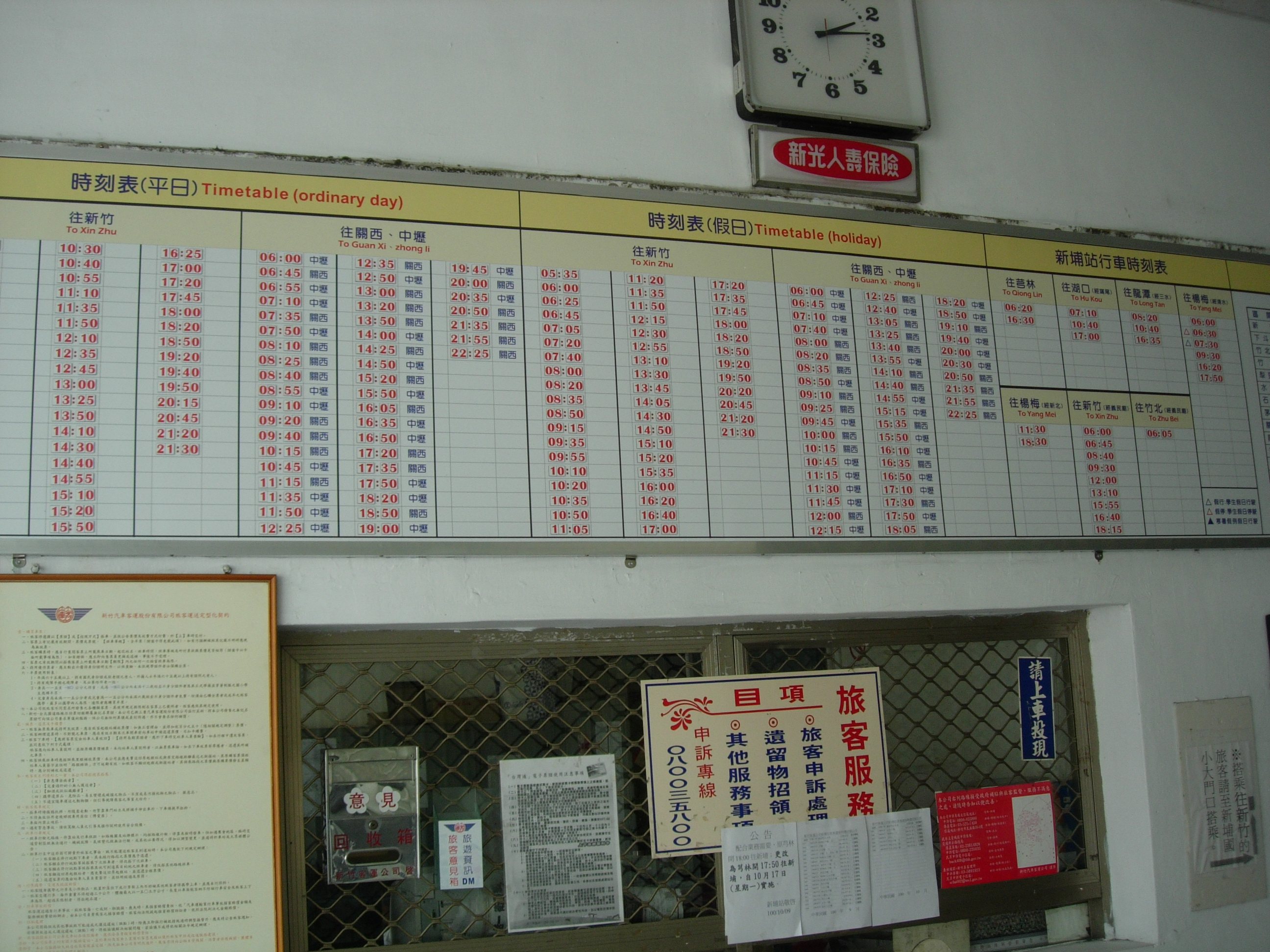
新埔站時刻表

- 長途客運 (2024年11月1日改由亦捷科際接駛)
  - 5619 關西－新竹     ( 經犁頭山、竹北口)
  - 5620 中壢－新竹     ( 經犁頭山、竹北口)
  - 5621 新埔－新竹     ( 經義民廟，改新埔國小發車 )
- 幸福巴士( 2025年1月1日由捷乘客運開辦  )
  - 北環幹線 芎林－新埔－龍潭 ( 經三洽水，原5632、5640整併)
  - 清水幹線 新埔－楊梅     ( 經清水，原5641)
  - 南環幹線 湖口－新埔－楊梅     ( 經北坑口、新北、舊湖口，原5642、5643整併 )
  - 高鐵幹線區間車 新埔－高鐵新竹站
  - 高鐵幹線全程車 關西－新埔－高鐵新竹站

## 時刻

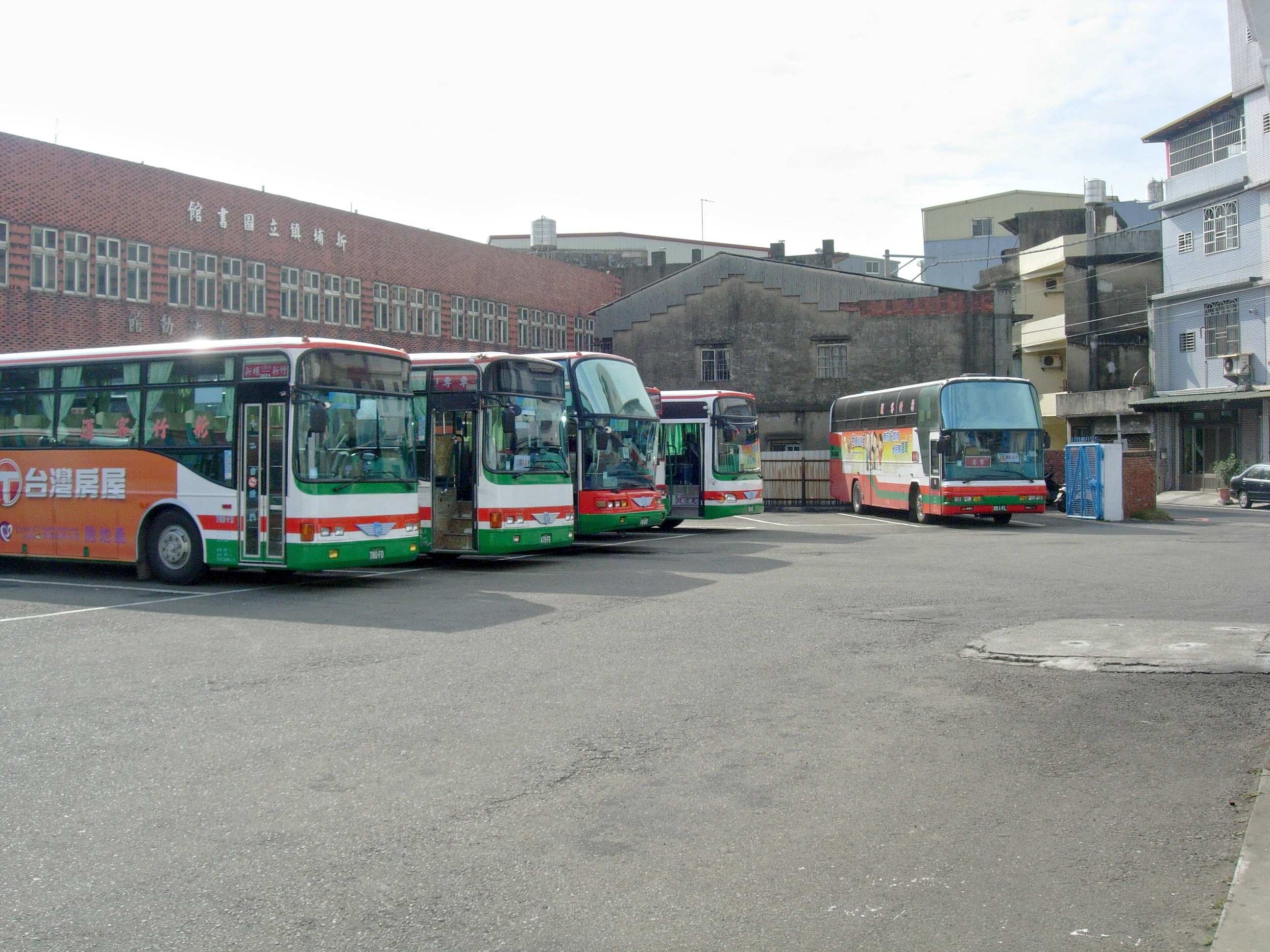
新埔站停車場

- 5619、5620、5621二條路線往新竹班次最多
- 5619、5620往關西方向路線班次亦多

其他路線皆有定時行駛

## 車站週邊
- 新埔鎮公所
- 新埔老街
- 新埔國小

## 資料來源
1. ↑  新埔站地址 的存檔，存档日期2011-11-06.
2. ↑  新埔鎮志　260頁
3. ↑  新埔站時刻表 的存檔，存档日期2011-11-06.

## 外部連結
- 新竹客運公司 （页面存档备份，存于）